# Synagoge Herborn

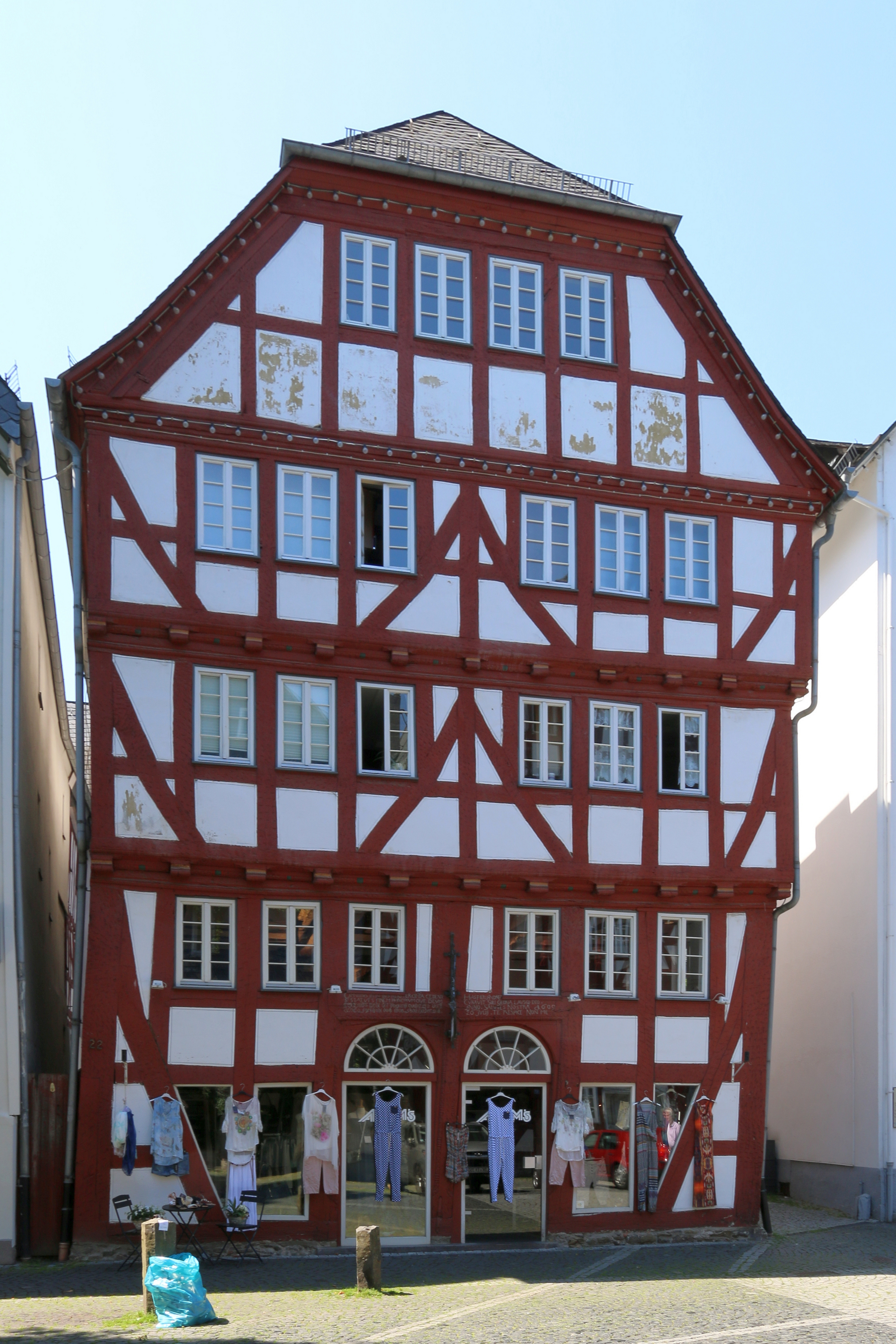
Kornmarkt 22. Hier befand sich die Synagoge von 1677–1875 im Erdgeschoss und im ersten Stock.

Synagoge Herborn ist die Bezeichnung für die Synagogen der jüdischen Gemeinde in der Stadt Herborn im heutigen Lahn-Dill-Kreis in Hessen.

## Mittelalter
Im Spätmittelalter gab es eine jüdische Gemeinde Herborn, die auch eine Synagoge betrieb. 1377 und 1398 wird sie als Judenschule erwähnt. Später wurde die Gemeinde vertrieben, so dass es in Herborn jahrhundertelang keine Synagoge mehr gab.

## Neuzeit
Durch die judenfeindliche Religionspolitik in der streng reformierten Grafschaft Nassau-Dillenburg, zu der Herborn gehörte, kam es erst relativ spät wieder zum Zuzug von Juden. Erst ab Mitte des 17. Jahrhunderts bildete sich wieder eine Gemeinde. Um 1677 kam die südliche Hälfte des Gebäudes Kornmarkt 22 in jüdischen Besitz und wurde nun von der jüdischen Gemeinde als Synagoge genutzt. Hier befanden sich auch Schulräume und eine Mikwe.
1875 war die historische Synagoge zu klein geworden. Die Gemeinde zog mit ihrem Gottesdienstraum in ein größeres, unscheinbares Fachwerkgebäude hinter dem Amtsgericht, das ursprünglich nicht diesem Zweck diente. Die bisher genutzte Synagoge wurde profaniert. Der Bau einer neuen Synagoge wurde immer wieder angedacht, erstmals 1880, doch die Mittel reichten nicht. 1928 versuchte die Gemeinde erneut, eine neue Synagoge zu errichten, da das Gebäude hinter dem Amtsgericht baufällig war. Die jüdische Gemeinde bat den Magistrat, dafür einen Bauplatz unentgeltlich zur Verfügung zu stellen. 1929 wurde der Entwurf einer neuen Synagoge mit 64 Plätzen für Männer und 48 für Frauen vorgelegt. Im Februar 1932 stellte der Magistrat einen finanziellen Zuschuss für den Bau in Aussicht. Als Bauplatz war ein Grundstück an der Ecke Mühlgasse / Schulhofstraße, gegenüber der Hohen Schule vorgesehen. Die Pläne konnten jedoch vor 1933 nicht mehr ausgeführt werden und waren danach aussichtslos.

## Gewaltherrschaft und Holocaust
Im Novemberpogrom 1938 wurde die Synagoge in Brand gesetzt, wobei der Dachstuhl abbrannte. Die letzten 14 jüdischen Einwohner Herborns wurden am 28. August 1942 in das KZ Theresienstadt aber auch direkt in Vernichtungslager deportiert. Das Gebäude der Synagoge wurde 1982 abgebrochen.